# Труа-Савіньєн (футбольний клуб)
Футбольний клуб «Труа-Савіньєн» (фр. Association Sportive Troyenne et Savinienne) — колишній французький футбольний клуб з міста Труа.

## Історія
Клуб був утворений у 1931 році в результаті злиття клубу з Труа «Юніон Спортів Труаєнн» та клубу «Савіньєн» з передмістя. Новостворений клуб став професійним у 1935 році, та розпочав виступи в Лізі 2. У сезоні 1954—1955 років клуб вийшов до Ліги 1 під керівництвом колишнього гравця збірної Франції та тогочасного граючого тренера команди Роже Куртуа (тренував команду в 1952—1963 роках), з таким гравцями, як Абделазіз Бен Тіфур, П'єр Фламіон і Марсель Артелеса. Клуб у 1956 році дійшов до фіналу Кубка Франції, де поступився клубу «Седан» з рахунком 1-3. Того ж дня молодіжна команда клубу виграла молодіжний турнір Кубок Гамбарделла. Того самого року клуб не зміг зберегти своє місце у вищому дивізіоні Франції, та повернувся у Лігу 2. У 1960 році клуб знову вийшов до найвищого дивізіону, але протримався лише один сезон, і в 1961 році знову вибув до другого дивізіону. У клубу з'явились фінансові труднощі, і «Труа-Савіньєн» був змушений залишити професійну лігу наприкінці сезону 1962—1963, який він завершив на 17-тому місці з 20 учасників. Клуб грав ще 4 роки на регіональному рівні під керівництвом колишнього гравця Жака Діболя аж до остаточного розформування в 1967 році.